# Król aniołów
Król aniołów – drugi album Daniela Kaczmarczyka, wydany w 2004 roku.

## Lista utworów
1. „Zamiast intra”
2. „Mam nadzieję”
3. „Życie”
4. „Co jest w nas” (gościnnie: Agata)
5. „Moment”
6. „Król aniołów”
7. „Must Think Twice”
8. „Hołd”
9. „Szał” (gościnnie: Agata)
10. „Toniemy”
11. „Ciesz się życiem”
12. „Widzę tyle pytań”
13. „Już wiem jak to się skończy”
14. „Pełen wad”
15. „O co się mnie ludzie pytają”
16. „To ja”
17. „Wytrzymam wszystko”
18. „Nie ma sentymentu”